# La Cadière-et-Cambo
La Cadière-et-Cambo é uma comuna francesa na região administrativa de Occitânia, no departamento de Gard. Estende-se por uma área de 11,97 km². Em 2010 a comuna tinha 220 habitantes (densidade: 18,4 hab./km²).